# Dàoshēng
Dàoshēng (道生, Wade-Giles: Tao-sheng; giapponese: Dōshō; 355 – 434) è stato un monaco buddista e traduttore cinese.
Fu un monaco buddista cinese e traduttore di testi dal sanscrito al cinese.

## Biografia
Si conosce poco dei primi anni di vita di questo importante monaco cinese, le cronache monastiche ci dicono che studiò sotto Zhū Fǎtài (竺法汰, 320 – 387), un discepolo del famoso monaco Dào'ān (道安, 312-385), a Nanchino capitale della dinastia dei Jin orientali.
Nel 397 si trasferì nel monastero di Dōnglín (東林, situato ai piedi del Monte Lu), fondato da un altro discepolo di Dào'ān, Huìyuan (慧遠, 334-416), di cui divenne allievo. Il quel periodo risiedeva nel monastero di Dōnglín anche il monaco kashmiro Saṃghadeva (IV secolo), grande cultore e traduttore di testi della scuola Sarvāstivāda, che furono studiati in modo approfondito da Dàoshēng.
Nel 406, Dàoshēng lasciò il monastero di Dōnglín e per trasferirsi a Chang'an dove studiò presso Kumārajīva i testi del Saddharmapuṇḍarīkasūtra (Sutra del Loto cin. 妙法蓮華經 Miàofǎ Liánhuā Jīng) e del Vimalakīrtinirdeśasūtra (L'insegnamento di Vimalakīrti, cin.  維摩結經 Wéimójiéjīng).
Nel 407 Dàoshēng decise improvvisamente di tornare nel monastero di Dōnglín portando con sé un testo di un altro allievo di Kumārajīva, Sēngzhào (僧肇, 374-414), il Boruowuzhilun (La saggezza non è conoscenza, poi raccolto nello 肇論 Zhàolùn,  Trattati di Sēngzhào, T.D. T 1858.45.150c-161b), diffondendo così nel monastero di Dōnglín le riflessioni dottrinali di Sēngzhào.
Alcuni anni dopo ripartì nuovamente questa volta per Nanchino dove incontrò Fǎxiǎn che stava traducendo il Mahāyāna Mahāparinirvāṇa-sūtra (Sutra mahayana del Grande passaggio al di là della sofferenza). In questa circostanza Dàoshēng avviò un'aspra polemica dottrinale sulla dottrina degli icchantika che, secondo una prima e incompleta traduzione del Mahāyāna Mahāparinirvāṇasūtra, risultavano essere coloro i quali, per via delle loro brame, non potevano mai più aspirare alla liberazione buddista. Questa lettura sulla natura degli icchantika contraddiceva, secondo Dàoshēng, l'universale possibilità di salvezza per tutti gli esseri senzienti. Non solo, la descrizione di un nirvana "permanente, gioioso e personale" così come descritto nella prima traduzione del Mahāyāna Mahāparinirvāṇa-sūtra contraddiceva, sempre secondo Dàoshēng, l'insegnamento madhyamaka di un nirvāṇa  "vuoto" ovvero privo di attributi. Queste aspre polemiche costrinsero Dàoshēng ad abbandonare Nanchino e a fare ritorno al monastero di Dōnglín sul Monte Lu. Tuttavia, nel 430, giunse a Nanchino una nuova e completa traduzione del Mahāyāna Mahāparinirvāṇasūtra operata da Dharmakṣema (385-433) nel 421. Questa nuova traduzione, completa degli ultimi otto capitolo mancanti in quella operata da Fǎxiǎn, garantiva esplicitamente la salvezza buddista anche agli icchantika, dando quindi piena ragione alle precedenti interpretazioni di Dàoshēng.  Invitato a rientrare a Nanchino, Dàoshēng morì nel 434 nel monastero di Dōnglín sul Monte Lu.

## La dottrina
Sono giunte fino a noi poche opere di Dàoshēng. Il suo pensiero ci è tuttavia noto grazie a opere di altri autori e questo ci consente di delineare il pensiero buddista cinese del V secolo Sēngzhào lo cita ripetutamente nei suoi commentari, da questi e da opere successive sappiamo che Dàoshēng aveva assimilato la dottrina delle "Due Verità" (sans. satyadvaya, cin. 二諦 èr dì) di impronta madhyamaka probabilmente insegnategli da Kumārajīva.
Secondo Dàoshēng l'universo è retto da un principio morale indivisibile (cin. 禮 lǐ) che corrisponde al Dharma (cin. 法 fǎ) che tuttavia è vuoto (cin. 空 kōng) di proprietà inerente e privo di esistenza propria (cin. 無 wú). Il Buddha (cin. 佛 Fó) è la concretizzazione di questo Dharma, e partecipa insieme a tutti gli esseri della realtà del dharmakāya  (cin. 法身  fǎshēn). Buddha e esseri senzienti (cin. . 衆生 zhòngshēng) partecipano della stessa natura, la natura di Buddha (sans. buddhatā, cin. 佛性 fóxìng).
La via spirituale per Dàoshēng corrisponde alla scoperta di questa natura ovvero del vero Sé (cin.  眞我 zhēnwǒ) e quindi dell'illuminazione (cin. 悟 wù). Fino a Dàoshēng era opinione abbastanza comune tra gli studiosi buddisti cinesi che tale acquisizione fosse progressiva, per gradi di sempre più perfettibile illuminazione ma, secondo Dàoshēng, l'illuminazione non può che essere una intuizione improvvisa (頓悟 dùnwù).
Secondo una metafora cara a Dàoshēng, la pratica progressiva fondata sulla fede per la stessa pratica consente al frutto di restare sull'albero per la maturazione, ma solo a maturazione conseguita il frutto maturo cade improvvisamente dall'albero. Non vi è tuttavia alcuna gradazione di maturazione: essa o c'è oppure non c'è. Quindi Dàoshēng rifiuta sia l'illuminazione progressiva predicata da Huìguān (慧觀, IV-V secolo) sia di un ulteriore approfondimento dell'illuminazione, una volta essa raggiunta, predicata da Dào'ān.
Nel suo commentario al Sutra del Loto, il Miàofǎ Liánhuā Jīngshū (妙法蓮華經疏), Dàoshēng ammette diversi metodi opportuni (sans. upāya, cin. 方便 fāngbiàn) per insegnare il Dharma agli esseri senzienti a seconda delle loro capacità o delle loro attitudini, in questo senso egli classificò i vari sutra indiani tradotti in cinese.